# Stătești, Dâmbovița
Stătești este un sat în comuna Vârfuri din județul Dâmbovița, Muntenia, România.
Denumirea satului, se zice că și-a luat-o de la primul locuitor stabilit în acest sat, care se numea State. Astăzi foarte multe familii poartă numele de Stătescu.